# Luis Alberto García Pacheco
Luis Alberto García Pacheco (Barranquilla, Colombia, 20 de marzo de 1998) es un futbolista colombiano que juega en la posición de arquero en las filas del FC Cartagena de la Primera División RFEF.

## Carrera
El Real Madrid se fijó en él y lo adquirió en 2012, pero decidió, después de unos meses, abandonar el equipo ‘merengue’ y tomar otro rumbo:El filial del Rayo Vallecano llegando incluso a ser convocado por el primer equipo.
A principios de la temporada 2018/19 y con varias ofertas de otros clubes decide fichar por el Sevilla Atlético, filial del Sevilla FC.
En la eliminatoria de ida de treintaidosavos de Copa de esa misma temporada es convocado por el primer equipo si bien no llegó a debutar.
Finalmente debuta en el primer equipo en el partido que disputó el Sevilla contra el Schalke  04 en la décima edición del Trofeo Antonio Puerta.
El 8 de septiembre de 2020 ficha por 3 temporadas con el Deportivo de La Coruña de la Segunda División B tras desvincularse del filial hispalense.
El 1 de julio de 2021, firma como guardameta de la S.D. Ponferradina de la Segunda División de España. Jugó con el club un total de 10 partidos.
El 27 de julio de 2022, firma por el Club de Fútbol Rayo Majadahonda de la Primera División RFEF con el que disputó un total de 24 partidos. Tras su salida del equipo madrileño firmó un precontrato y entrenó con el Atlético Huila colombiano, pero finalmente ambas partes no llegaron a un acuerdo y decidió volver a España.
El 20 de julio de 2023, firma por el Algeciras Club de Fútbol de la Primera División RFEF. En marzo de 2024, tras disputar el número de partidos acordados en su contrato se le renovó el "Shira" le renovo automáticamente.
El 4 de julio de 2025, firma por el FC Cartagena de la Primera RFEF.

### Selección nacional
Lucho fue internacional por la  Selección de fútbol de Colombia con el que disputó el campeonato Sudamericano Sub-20 de 2017 realizado en Ecuador.

## Clubes
| Club                      | País   | Año         |
| ------------------------- | ------ | ----------- |
| Real Madrid CF Formativas | España | 2012        |
| Rayo Vallecano Formativas | España | 2012 - 2014 |
| Rayo Vallecano B          | España | 2015 - 2018 |
| Sevilla Atlético Club     | España | 2018 - 2020 |
| RC Deportivo La Coruña    | España | 2020 - 2021 |
| SD Ponferradina           | España | 2021 - 2022 |
| C.F. Rayo Majadahonda     | España | 2022 - 2023 |
| Algeciras Club de Fútbol  | España | 2023 - 2025 |
| FC Cartagena              | España | 2025 -      |

## Selección Colombia
Selección (Juvenil):
- Colombia Sub-15
- Colombia Sub-17 (2015) y Sub-20 (2017). Dorsal: 1

Colombia, Sudamericano Sub-20 2017:
| Fecha      | Selección enfrentada |
| ---------- | -------------------- |
| 24-01-2017 | Brasil (1-0)         |
| 11-02-2017 | Brasil (0-0)         |